# 폴 레노

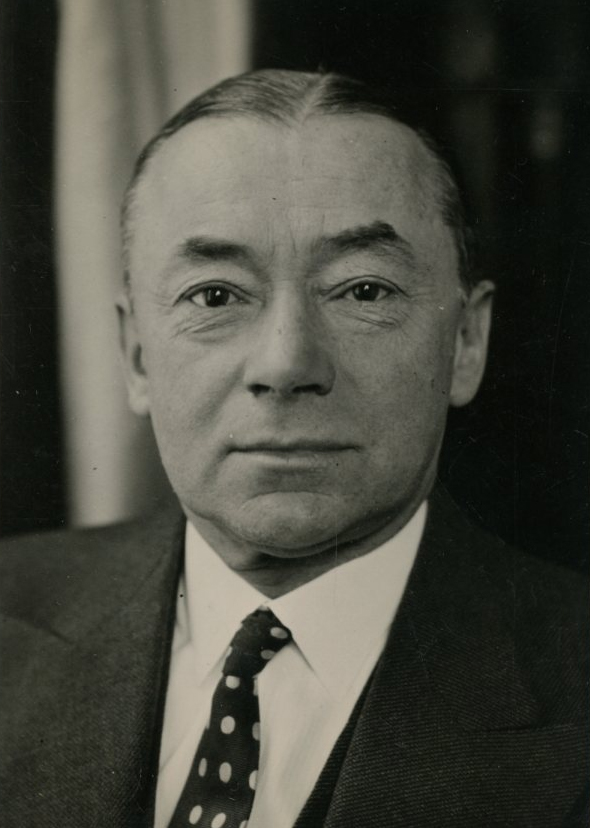
폴 레노

폴 레노 (Paul Reynaud, 1878년 10월 15일 ~ 1966년 9월 21일)는 프랑스의 정치인, 변호사이다. 1940년 3월 21일부터 1940년 6월 16일까지 프랑스 제3공화국의 총리를 지냈으며 중도 우파 민주공화동맹 (Alliance républicaine démocratique) 부총재를 하였다.

## 젊은 시절과 정치
레노는 알프드오트프로방스, 바르셀로넷트에서 태어났다. 파리 대학교에서 법을 전공하였다. 레노는 프랑스 대의원으로 선출되어 1919년부터 1924년까지 바스 알프 (현재 알프드오트프로방스), 1928년부터는 파리 지역을 대표하였다.